# District Mozdokski
District Mozdokski (Russisch: Моздо́кский райо́н) is een district in het noorden van de Russische autonome republiek Noord-Ossetië. Het district heeft een oppervlakte van 1.080 vierkante kilometer en een inwonertal van 84.682 in 2010. Het administratieve centrum bevindt zich in Mozdok.
Bestuurlijk centrum: Vladikavkaz

Steden: Alagir · Ardon · Beslan · Digora · Mozdok

Districten: Alagirski · Ardonski · Digorski · Irafski · Kirovski · Mozdokski · Pravoberezjni · Prigorodni